# 구 2문리대
구 이문리대(일본어: 旧二文理大)는 쓰쿠바 대학(구 도쿄 문리과대학) 및 히로시마 대학(구 히로시마 문리과대학)의 두 대학을 가리키는 말이다.
제2차 세계대전 이전까지 두 대학은 일본에서 단 두 개뿐인 문리과대학이었다. 전후의 학제개혁에 따라, 각각 부속된 고등사범학교와 그 외의 학교를 통합해, 도쿄 교육대학, 히로시마 대학이 되고, 일본의 교육계의 총본산이 되었다. 도쿄 교육대학은 쓰쿠바 대학 개설에 따른 이전에 의해 학부 조직이 해체되었기 때문에, 교육계에의 영향력은 떨어졌다고 여겨지지만, 히로시마 문리과대학과 히로시마고등사범학교의 후신인 히로시마 대학 문학부, 이학부, 교육학부는 여전히 서일본에 있어서 교육학의 총본산이며 교육계에 있어 강고한 학벌을 갖는다고 평해진다.

## 연혁
- 1929년 도쿄 문리과대학, 히로시마 문리과대학 창설
- 1949년 학제개혁으로 인해 신제대학의 모체가 됨

## 특색
- 조직상으로 고등사범학교와 병설되어있었기 때문에 재학생에게는 교생실습이 필수로 지정되어 있었다(단, 고등사범학교에서 진학한 재학생은 면제).

## 동창회
- 메이케이회(茗渓会)-도쿄 문리과대학, 도쿄 고등사범학교, 도쿄 교육대학, 쓰쿠바 대학의 동창회
- 타카시회(尚志会)-히로시마 문리과대학, 히로시마 고등사범학교, 히로시마 대학의 동창회